# 拉布齐寺
拉布齐寺，位于西藏自治区日喀则地区定日县，是一座藏传佛教寺院。

## 简介
拉布齐寺是位于西藏自治区日喀则地区定日县的一座藏传佛教寺院。据说是由米拉日巴的化身“强巴曲达尔”创建。寺院建筑融合西藏风格与尼泊尔风格，到21世纪初已有400多年历史。该寺主供米拉日巴塑像，该塑像是米拉日巴生前，弟子们请求用米拉日巴的鼻血、口水等等和泥，由热琼瓦雕塑，由米拉日巴加持。米拉日巴圆寂以后，其遗体在火化时，灶石上自然形成了六字真言，该石供奉在杜康佛龛内。 